# Ричардс, Хитер
Хитер С. Ричардс (англ. Heather S. Richards, род. 27 марта 1983) — английская и австралийская шахматистка, международный мастер среди женщин.
Участница чемпионатов Великобритании 1999 и 2002 гг.
Участница личных чемпионатов Европы 2002, 2003, 2004 и 2007 гг.
Представляла Великобританию на мировых и европейских юниорских чемпионатах (в разных возрастных группах).
В составе сборной Англии участница шахматных олимпиад 2000, 2002 и 2004 гг., командного чемпионата Европы 2005 г.
Многократная участница соревнований в Шахматной лиге четырёх наций в составе различных команд (1997—2002, 2004, 2007). Выиграла 2 золотые, 2 серебряные и 1 бронзовую медали.
Главных спортивных успехов добилась после переезда в Австралию.
Чемпионка Австралии 2015 г.
Чемпионка Океании 2016 г.
В составе сборной Австралии участница шахматных олимпиад 2016 и 2018 гг.
Постоянно проживает в городе Гладстон (Квинсленд).

## Изменения рейтинга
| Графики недоступны из-за технических проблем. См. информацию на Фабрикаторе и на mediawiki.org. |